# Excursion à la campagne de l'infante Isabelle-Claire-Eugénie
Excursion à la campagne de l'infante Isabelle-Claire-Eugénie (en espagnol : Excursión campestre de Isabel Clara Eugenia) est une huile sur toile réalisée par les artistes flamands Jan Brueghel l'Ancien et Joos de Momper. Le tableau a été peint dans le premier quart du xviie siècle et est conservé au Musée du Prado de Madrid,.

## Description
Ce tableau de paysage représente l'archiduchesse Isabelle-Claire-Eugénie dans les champs de sa résidence d'été à Mariemont, près de Bruxelles. L'opulent palais d'Isabelle est visible dans le coin supérieur droit.

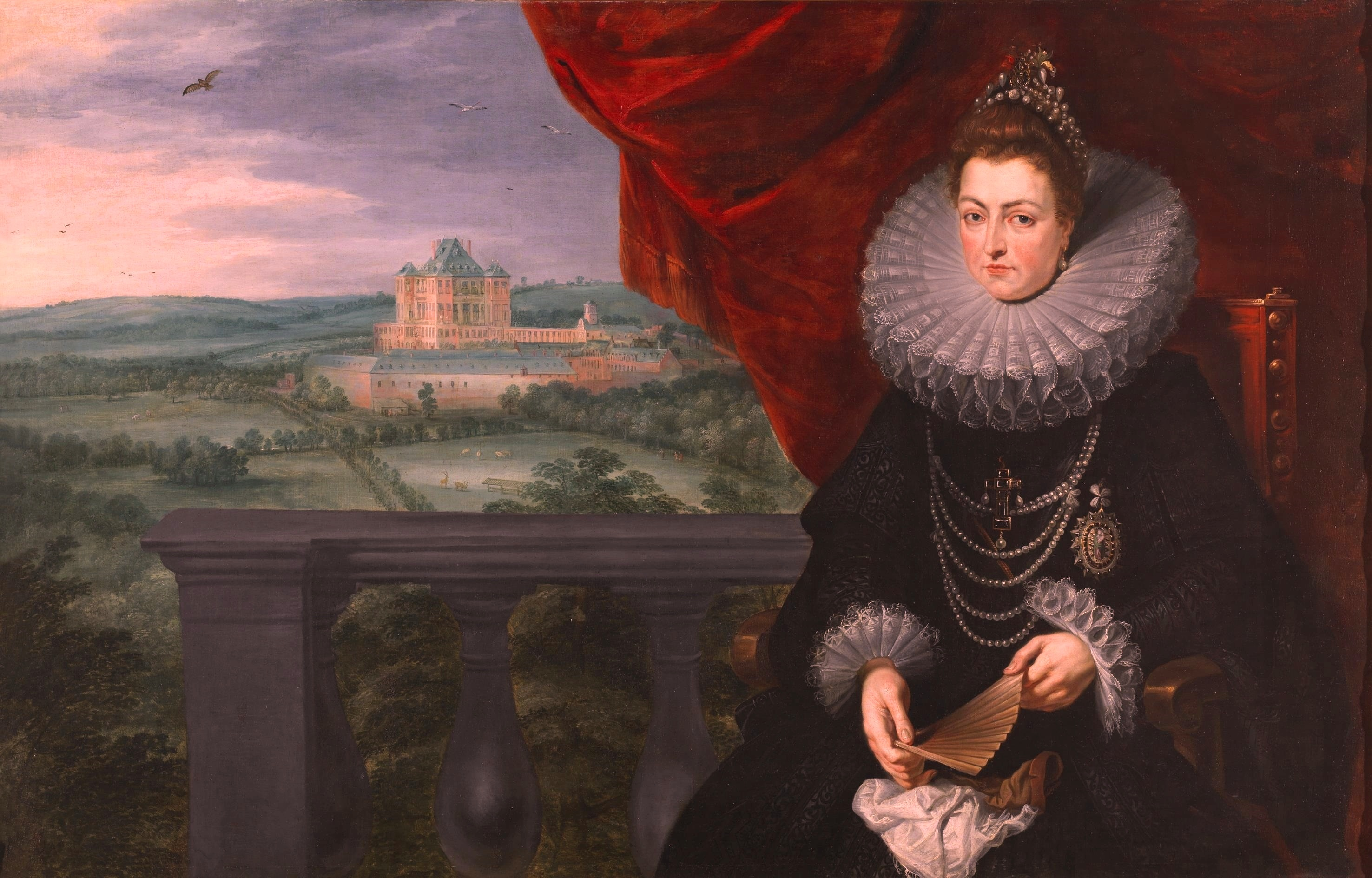
Portrait de l'infante Isabelle avec le château de Mariemont en arrière-plan, par Jan Brueghel et Rubens

Au premier plan, plusieurs personnes ratissent du foin et le chargent sur une charrette. La peinture représente des personnes engagées dans des activités communes typiques du pays. Cependant, les ouvriers du tableau sont en fait des membres de la cour. Parmi eux, il y a Isabelle. L'œuvre est une allégorie de la jouissance de la vie et du temps passé à la campagne.
L'amour et l'enthousiasme d'Isabelle pour la vie à la campagne se manifestent dans sa correspondance avec le duc de Lerma. Par exemple, dans une lettre qu'elle écrit le 20 octobre 1606, l'archiduchesse dit : « [A] todos nos da la vida el exercicio y el andar al campo. » Dans une autre lettre, datée du 29 mai 1609, elle écrit : « [N]os hemos venido a esta casilla a gozar del campo, que esta lindísimo […]. En fin, la vida en el campo es la mejor de todas. »,

## Historique
Le tableau est considéré comme une collaboration entre Joos de Momper et Jan Brueghel l'Ancien. Ce dernier aurait peint les personnages, le premier le paysage. La peinture faisait partie d'un groupe de vingt-six peintures qui ont atteint Madrid depuis la Flandre au début du xviie siècle. Les peintures devaient décorer la Torre de la Reina de l'Alcázar de Madrid . Excursion à la campagne de l'infante Isabelle-Claire-Eugénie est mentionnée pour la première fois dans un inventaire de l'Alcazar datant de 1636. 